# Robert Heydenreich

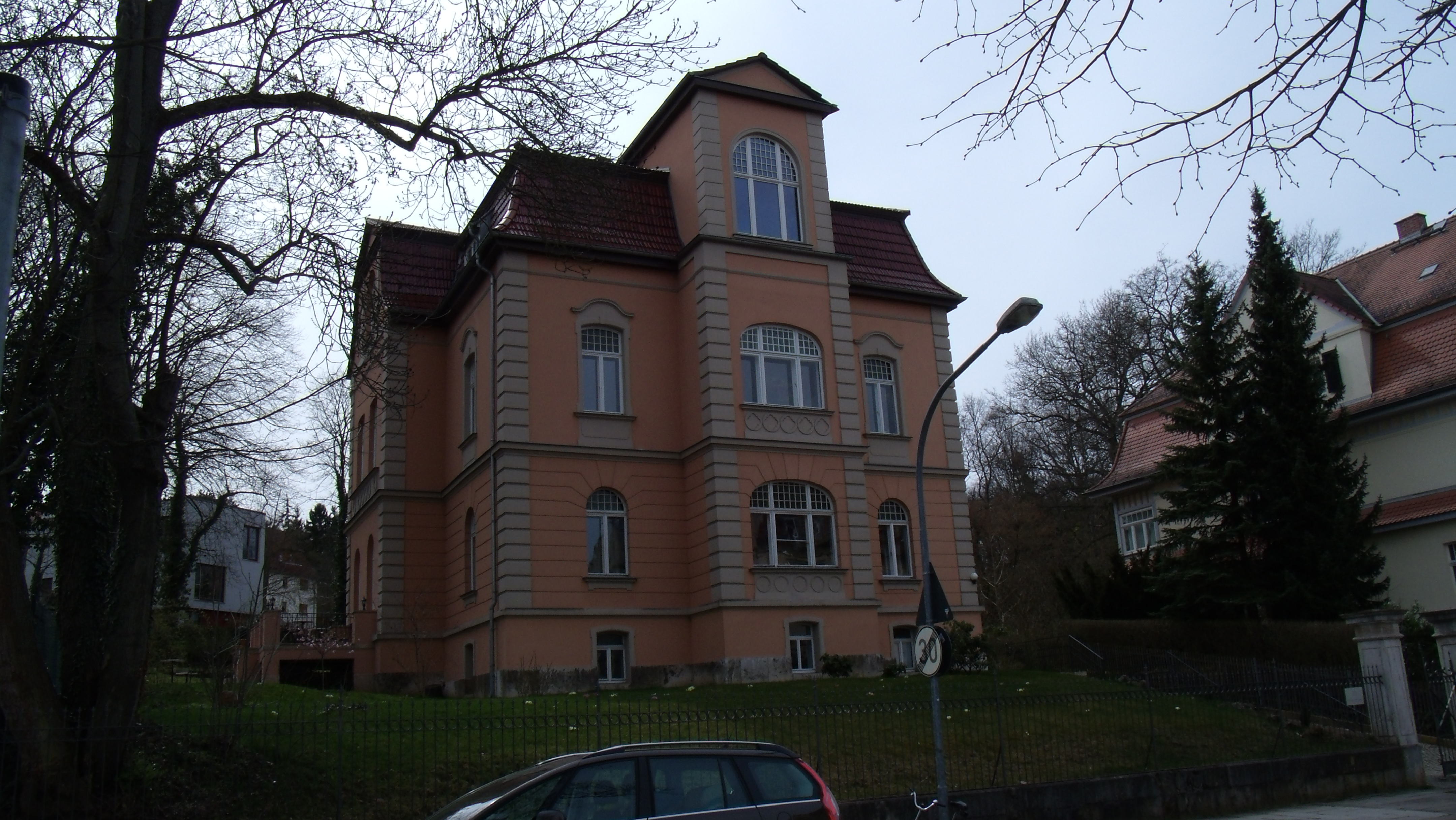
Villa Ingrid

Carl August Robert Heinrich Heydenreich (geb. 18. November 1863 in Caaschwitz; gest. 15. März 1938 in Weimar) war ein deutscher Jurist und Beamter.
Carl August Robert Heinrich Heydenreich wurde am 18. November 1863 als Sohn des Rittergutsbesitzers Heinrich Robert Heydenreich und dessen Frau  Marie Luise Therese, Tochter des großherzoglichen Regierungsrates und Wagnerschriftstellers Franz Müller geboren. Er verlebte die ersten Jahre seiner Kindheit auf dem Rittergut Hoof und in Weimar.
Heydenreich studierte Landwirtschaft, Jura und Kameralia an verschiedenen Universitäten. Nach der Promotion trat er 1887 in den juristischen Staatsdienst und wurde 1892 Gerichtsassessor in Jena. Er arbeitete in verschiedenen Stellungen im weimarischen Ministerium. So war er 1898 landwirtschaftlicher Referent und zum großherzoglichen Geheinem Regierungsrat ernannt worden. Im Jahre 1909 wurde er Bezirksdirektor von Apolda. Heydenreich verfasste auch juristische Schriften.
Im Jahre 1892 ließ er in Weimar die Villa Ingrid errichten.

## Werke
- Robert Heydenreich zus. mit Karl Sauer: Rechtskunde für den praktischen Landwirt; Fischer, 1903.
- Robert Heydenreich: Das seit 1. Juli 1926 in Thüringen geltende Mieterschutz- und Wohnungs-Recht, Friedrich Kühn, Weimar-Buttstädt 1926.
- Robert Heydenreich: Das Reichsmietengesetz [vom 24. März 1922] und dessen Ausführung im Lande Thüringen, Panses Verlag, Weimar 1922.